# Northern United
Der Northern United All Stars Football Club ist ein Fußballverein auf der Karibikinsel St. Lucia. Der Verein spielt in der SLFA First Division, der höchsten Spielklasse des Landes.

## Geschichte
Gegründet wurde dieser 1985 in Gors Islet und spielt seit 1998/99 in der SLFA First Division. 2004/05, 2010 und 2017 gewann er dreimal die Lucianische Meisterschaft.
Der Verein nahm 2005 erstmals an der CONCACAF Caribbean Club Championship teil und erreichte das Halbfinale, wo er gegen SV Robinhood verlor. 

## Teilnahmen an Internationalen Turniere
| Jahr | Turnier                | Runde         | Gegner               | Hinspiel | Rückspiel | Gesamt |
| ---- | ---------------------- | ------------- | -------------------- | -------- | --------- | ------ |
| 2005 | CONCACAF Caribbean Cup | Erste Runde   | Positive Vibes       | 0:2      | 5:0       | 5:2    |
| 2005 | CONCACAF Caribbean Cup | Viertelfinale | Victory Boys         | 1:1      | 1:0       | 2:1    |
| 2005 | CONCACAF Caribbean Cup | Halbfinale    | SV Robinhood         | 1:3      | 2:4       | 3:7    |
| 2011 | CONCACAF Caribbean Cup | Erste Stufe   | Walking Bout Company | 0:3      | 1:3       | 1:6    |

## Stadion
Die Heimspielstätte der Vereins ist das Mindoo Phillip Park in Castries, mit einer Kapazität von 5000 Besuchern.